# Говорящая с призраками
«Говорящая с призраками» (англ. Ghost Whisperer) — американский фэнтези-телесериал, транслировавшийся на канале CBS 2005 по 2010 год. В центре сюжета — женщина Мелинда Гордон, обладающая даром видеть призраков и общаться с ними.
В России премьера состоялась на телеканале ТВ-3 17 сентября 2007 года.

## Сюжет
Мелинда Гордон проживает в пригороде Нью-Йорка, городке Гранд-Вью (Grand View). Она владеет небольшим магазином антикварных товаров. Её семья: муж Джим Клэнси, парамедик и, с пятого сезона, сын Эйден Лукас. Мелинда потомственный медиум и владеет даром общения с духами. Если после смерти у человека остаются неустроенные дела на земле, его дух остаётся неприкаянным. Духи делятся на «сияющих» и на «тени», представляющих добро и зло соответственно. Иногда призрак может вернуться и начать беспокоить окружающих, спустя весьма продолжительное время после смерти. Мелинда способна видеть и слышать духов, становясь посредником между ними и живыми. Она пытается разобраться с тем, что их беспокоит и почему дух не «уходит в свет». Мелинда бескорыстно помогает близким покойных, иногда сотрудничает с правоохранительными органами. О её даре знает узкий круг друзей и близких, которые стараются помогать в её добровольной миссии. Каждая серия обычно рассказывает отдельные истории.

## Производство
Работа над «Говорящей с призраками» началась за два года до премьеры и по большей части основана на работе и личном опыте писателя и медиума Джеймса Ван Прага, который также стал сопродюсером сериала.
Во время работы над сериалом на съёмочной площадке для консультации постоянно присутствовали медиумы, под руководством которых происходили съёмки.
Съёмки проходили на «Universal Studios». Многие съёмочные павильоны уже были использованы в таких блокбастерах, как «Назад в будущее» и «Убить пересмешника». После завершения съёмок Дженнифер Лав Хьюитт записала видеотур по местам съёмок.
18 мая 2010 года CBS объявил, что закрывает сериал, так как сам пятый сезон показал самый низкий рейтинг по сравнению с предыдущим четырьмя и руководство канала пришло к выводу, что сериал перестал оправдывать затраченные на него средства. После закрытия телесериалом заинтересовался телеканал ABC, однако через неделю после премьеры финальной серии объявил, что продолжать сериал не будет.

## Роли и персонажи
| Актёр                                | Персонаж                | Сезоны    | Сезоны        | Сезоны    | Сезоны    | Сезоны    |
| Актёр                                | Персонаж                | 1         | 2             | 3         | 4         | 5         |
| ------------------------------------ | ----------------------- | --------- | ------------- | --------- | --------- | --------- |
| Дженнифер Лав Хьюитт                 | Мелинда Гордон          | Регулярно | Регулярно     | Регулярно | Регулярно | Регулярно |
| Дэвид Конрад                         | Джим Клэнси / Сэм Лукас | Регулярно | Регулярно     | Регулярно | Регулярно | Регулярно |
| Айша Тайлер                          | Андреа Марино           | Регулярно | Гость         |           |           |           |
| Кэмрин Мангейм                       | Делия Бэнкс             |           | Регулярно     | Регулярно | Регулярно | Регулярно |
| Джей Мор                             | Рик Пейн                |           | Повторяющийся | Регулярно | Гость     |           |
| Тайлер Патрик Джонс /Кристоф Сандерс | Нэд Бэнкс               |           | Регулярно     | Регулярно | Регулярно | Регулярно |
| Джейми Кеннеди                       | Элай Джеймс             |           |               |           | Регулярно | Регулярно |
| Коннор Гиббс                         | Эйдан Лукас             |           |               |           |           | Регулярно |

## Эпизоды и рейтинги
| Сезон               | Эпизоды | Премьера в США   | Финал в США | Телесезон | Ранг | Внутри CBS | Зрители |
| ------------------- | ------- | ---------------- | ----------- | --------- | ---- | ---------- | ------- |
| Сезон 1 (2005—2006) | 22      | 23 сентября 2005 | 5 мая 2006  | 2005—2006 | #47  | #2.9/10    | 10.20   |
| Сезон 2 (2006—2007) | 22      | 22 сентября 2006 | 11 мая 2007 | 2006—2007 | #44  | #3.0/10    | 9.90    |
| Сезон 3 (2007—2008) | 18      | 28 сентября 2007 | 11 мая 2008 | 2007—2008 | #64  | #2.4/8     | 8.67    |
| Сезон 4 (2008—2009) | 23      | 3 октября 2008   | 16 мая 2009 | 2008—2009 | #34  | #3.7/11    | 10.62   |
| Сезон 5 (2009—2010) | 22      | 25 сентября 2009 | 21 мая 2010 | 2009—2010 | #54  | #1.9/6     | 7.78    |